# 下環四圍
下環四圍，是指穿梭於澳門風順堂區下環街區一帶的四個「圍」（葡萄牙語：Pátio）的街道，分別是幻覺圍、南巫圍、六屋圍和鳳仙圍。四圍代表着澳門特定時期的圍屋建築與住屋特色，在1850年之前已經存在，具有歷史及保育價值。
目前四圍的損壞程度不一，部分已經面目全非，圍內的古屋多已無人居住，且因日久失修而愈來愈殘破，變得不宜居住，甚至出現過倒塌事件，亦有隨時繼續倒塌的危險。當局曾推出保育及宣傳計劃，然而都被指收效甚微。坊間質疑當局對當地具建築藝術價值的樓宇和特色街巷的保護力度，又指若持續對缺乏保護和城市規劃，澳門的特色圍里很快便會消失怠盡。

## 歷史及概述

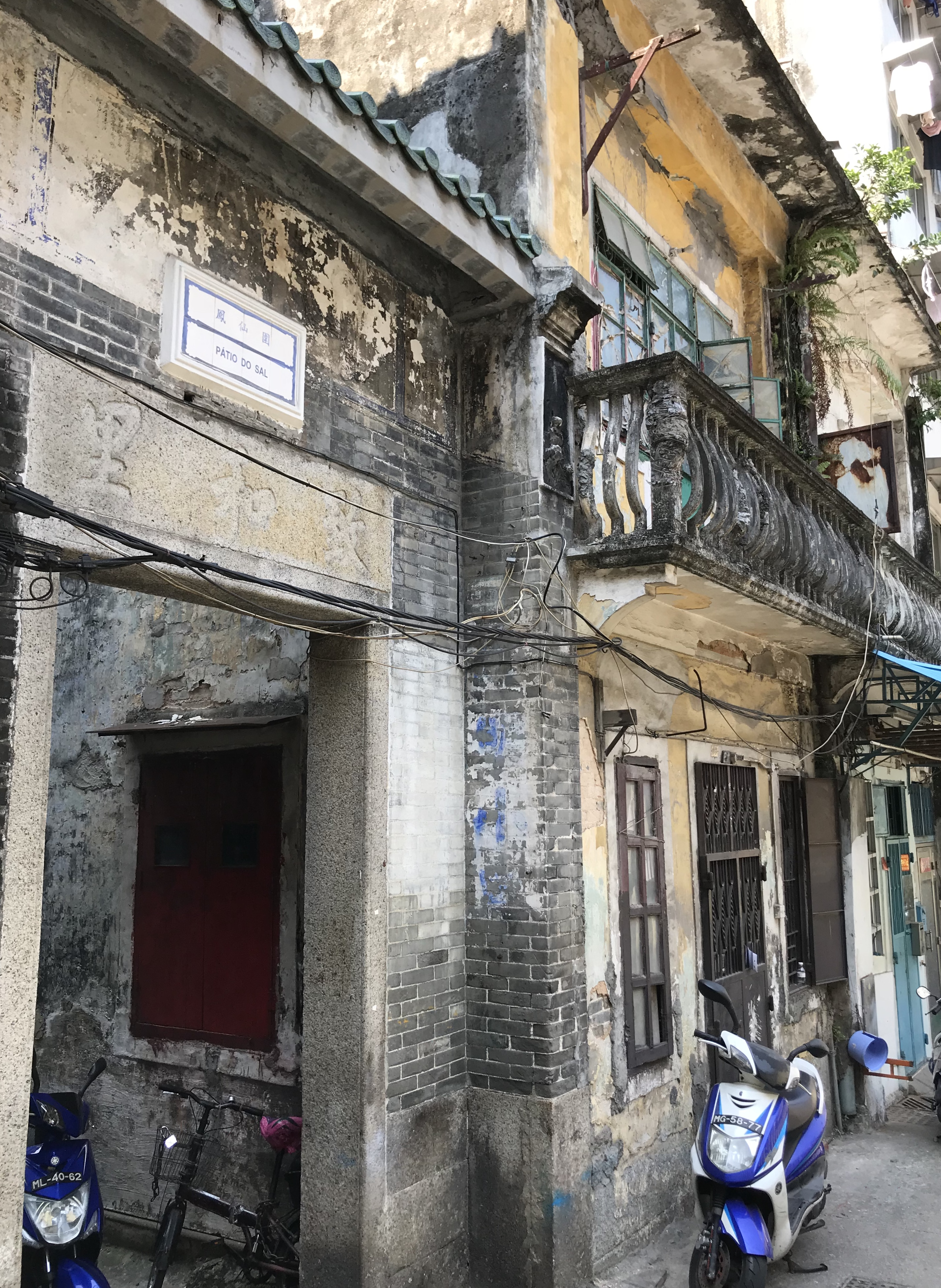
澳門的圍里是昔日組成澳門居民生活的肌里。

下環區是澳門的老街區，是當地最舊的街區之一，與世界文化遺產澳門歷史城區相結合。昔日葡萄牙人最初登陸的媽閣亦是位於下環區，區內在當今仍保留著少數具歷史價值和記載人文生活發展的古老街、巷、圍和里，其中下環四圍中現今只剩下六屋圍保存得較為完整，而南巫圍則面目全非。
「圍」與「里」是澳門現存最小層級的道路，寬度一般不超過3米，兩者空間特性極為相似，主要的不同的是圍普遍只得一個入口，里則是雙向都開口的較長的巷道，然而也有一些在名稱的用法與空間的定義上分別不明確的特殊例子，街道名冊中更有同時使用圍和里作為同一條道路命名的情況，例如「六屋圍」又稱「福六里」，「南巫圍」雖以「圍」作單位卻有兩個出入口。「圍」在粵語中有「掘頭巷」之意，是昔日組成澳門居民生活的肌里，從前在公共空間擺放桌椅吃飯、遊戲、聊天，鄰居之間的生活接觸十分緊密 ，在門廊巷道可見牌坊、過街樓、土地（地主神）及水井文化等元素。澳門現存數百個圍里，大多數圍里內的房屋已改建為4至7層高的樓宇，具有歷史價值建築物的圍大約剩下約20個，而圍里內的歷史建築物總數剩下不到200幢。

### 幻覺圍/高樓里
幻覺圍（葡萄牙語：Pátio da Ilusão），又名「高樓里」。圍內原由五間房屋組成，其中有兩間已倒塌，僅餘三間20米兩層高的舊屋，一間有人出入，其餘兩間則是重門深鎖，被指已空置多時。另外，該圍屬於文物保護區內，受《文化遺產保護法》規管。

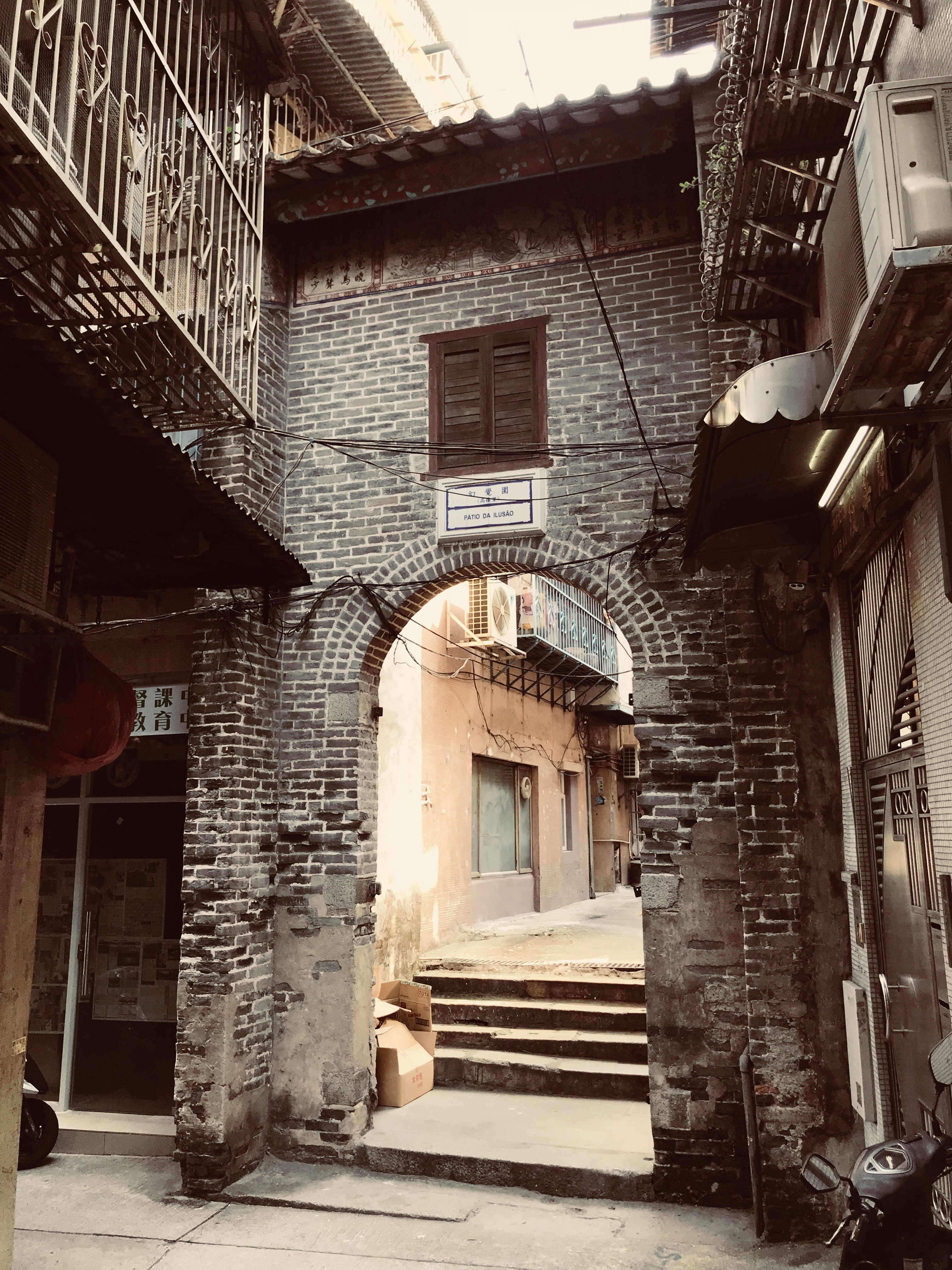
幻覺圍牌坊上的壁畫和詩詞顯示出昔日居住者的身份和地位。

命名：幻覺圍葡文名為“Pátio da Ilusão”，“Ilusão”直譯過來就是幻覺的意思，據歷史記載，過去住在該圍的居民都為吸食鴉片的癮君子，吸食過程中容易產生幻覺，因而直接命名。
建造年份：根據澳門街道統計名冊與澳門憲報的查詢，在1897年的澳門憲報中 ，並沒有找到幻覺圍的名字，其名稱直到1906年的澳門街道統計名冊中才可以找到，因此推測幻覺圍的建造年代應該早於1906年。
佈局：幻覺圍只有一處出入口，處於水手西街拐角處，面積較小，約為386平方米。圍內街道大致呈“一”字形，但寬窄不同。入口處由於設置獨立的圍門及避開旁邊的臨街地塊，輕微向北折，呈口袋狀。從入口進入一直到圍內盡端寬度逐漸縮小，最寬處約為5米，最窄處約為3米，圍內有小高度差，在出入口處與圍內盡端都設有5級台階。圍內共有並排5個地塊，均為大小相近、窄面寬、長進深的矩形地塊。目前僅存4,6,8號建築尚存，但損毀日益嚴重，其餘兩個地塊現為空地。
建築：幻覺圍的建築為傳統嶺南竹筒屋形式，兩側青磚牆承重，硬山擱檁，雙坡瓦屋面。面寬約4米，進深介於13至14米之間，分上下兩層，每層約59平方米。地面層正中設有入口，樓梯統一佈置於建築內部西側，緊靠牆壁。內部功能佈局以前廳後廚衛的方式佈置，在廚衛與大廳之間用天井分隔，建築後部開後門連通幻覺圍後部的戶外空間。幻覺圍的圍門較為高大，為磚拱門，上部有較小的百葉窗以及簷口裝飾（山牆磚雕、彩畫、石膏線、木枋）。門樓牆上承坡屋頂，屋頂由5根木檁承托，木檁直接搭接在兩邊的牆上，出挑較大。圍門磚表面與圍內住宅磚表面顏色相比更深，其次在砌築磚之間的填縫也比舊有部分更為明顯且整齊，有明顯的翻新痕跡。圍內建築外觀為典型的嶺南傳統青磚建築風格，磚牆為“七順一丁”砌築。正立面兩側有端牆，屋簷下原有彩繪壁畫，現已破損嚴重。挑簷下的封簷板仍保留，兩側端牆的樨頭灰塑個別建築仍清晰可見。建築地面層的入口大門及牆基採用麻石砌築，大門推測原為傳統的三件套配置，但現已被改為普通鐵門。葡式落地木質百葉窗大部分已經被破壞，個別窗台以下的百葉及欄杆被拆除並封堵。
2015年10月，圍內僅存三間舊屋的其中一間屋頂發生倒塌。2016年，有傳媒報導圍內的環境情況惡劣，房屋破壞嚴重，而且倒塌事件後業主沒有現身，政府部門也沒有派員清理。附近居民表示圍屋的天花板有瓦片跌落，內部疑似已經倒塌，擔心破舊的建築會進一步倒塌，影響人身安全。有社區服務諮詢委員會委員表示，由於建築物位處《文化遺產保護法》規定的緩衝區，業主只能對樓宇復修加固，不能清拆。半年過去後，政府一直沒有理會，該舊樓沒有作出任何維修，且破敗的情況更加嚴重，有聲音認為這反映了機制無法有效保護文物和保障公眾安全。
2017年，土地工務運輸局應業權人申請，對相關地段發出規劃條件圖草案。澳門文化局對地段規劃條件發出約束性意見，要求部分地段現存建築物須保留立面及屋頂，不得增加高度，發展時要提交立面修復及保留方案供局方審批。

### 六屋圍/福六里

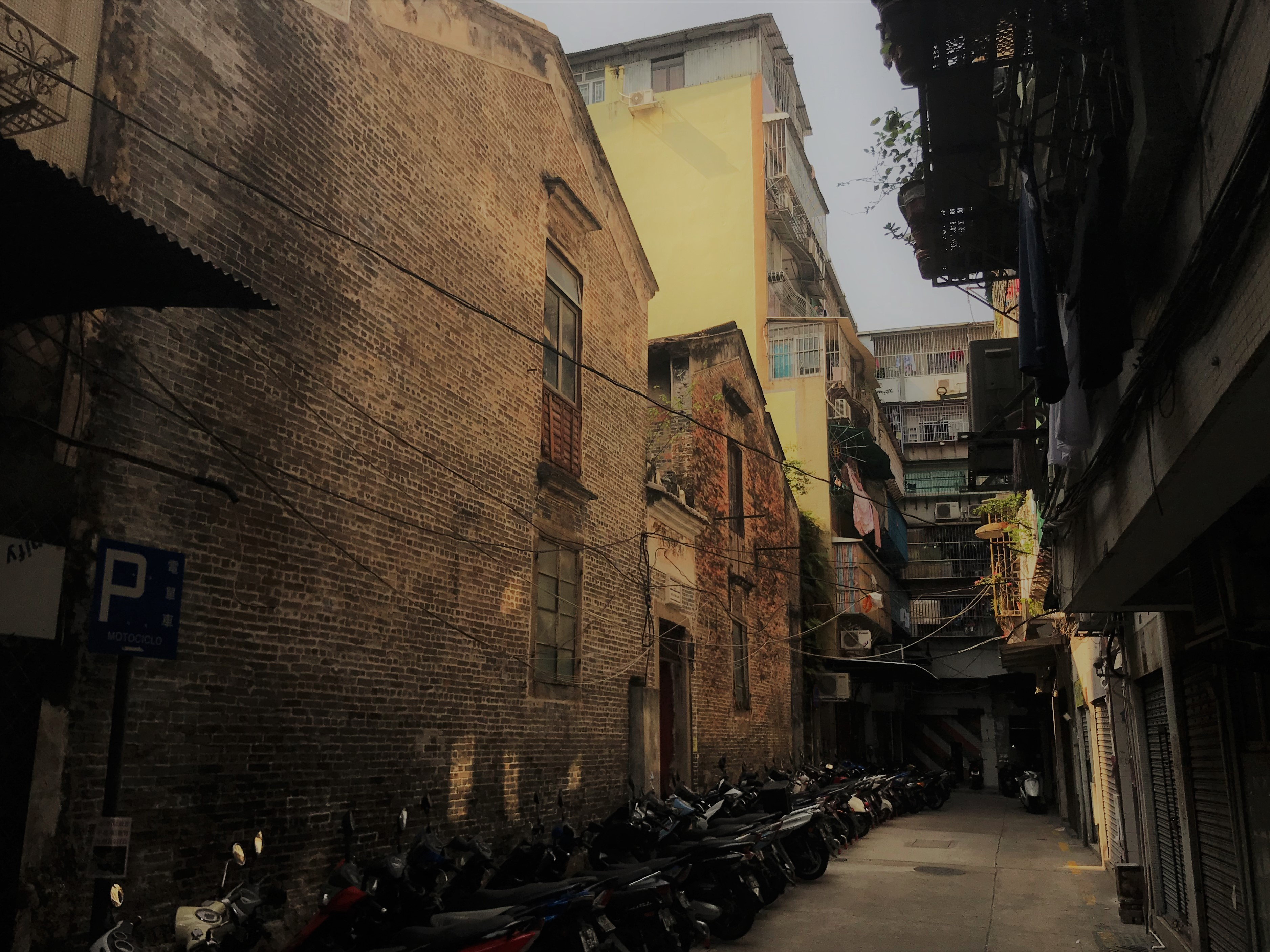
六屋圍（左）是下環四圍中保留得較為完整的圍。

六屋圍（葡萄牙語：Patio das Seis Casa），又名「福六里」，圍內為Ｌ形巷道，因由六間屋組成而得名，是下環四圍裡保存得較為完整的圍。六屋圍一帶的建築物則已殘破不堪，居民大多已經遷出，但圍外牆身尚算保存完好，被認為是當地保留得較完整的建築群。現存多幢青磚瓦頂舊樓，全部屬於磚木結構的兩層高樓，大部分被棄置多年致日久失修。
建造年份：根據澳門街道名冊的記載，在1880年的街道統計中 ，六屋圍的名字還未出現，而在1897年的街道統計中 ，該圍的名字才第一次出現。可能是由於統計疏漏，在1906年的街道統計中 ，六屋圍的的名字再一次消失，直到1925年的街道統計中 ，其名字才再次出現。合理推測，六屋圍的建造年代應該在1880-1897年之間，具有百餘年的悠久歷史。
佈局：六屋圍的形態呈“L”形，圍內原為六棟建築，後期緊鄰的高樓圍10號建築向該圍開門，故而形成目前圍內有7棟建築格局，總面積約有416平方米。該圍的道路為盡端式，設有圍門，內部空間較為安靜並獨立於外部街道，形成完整的建築群體。“L”型街道朝向出入口處較為狹窄，僅有2.6米寬，轉向圍內深處時，空間則變得相對開闊，寬度約4米，設有水井。該圍總體上依地勢而建，前低後高，地面有高差。
建築：六屋圍的建築為傳統嶺南竹筒屋形式，兩側青磚牆承重，硬山擱檁，雙坡瓦屋面。面寬約4米，進深9米，分上下兩層，每層約36平方米。地面層的入口設於正中，一層設有獨立入口，位於地面層入口旁邊，緊貼側牆，進門後通過樓梯上至一層。每座建築上下兩層獨門獨戶，聯排組合，類似今天聯排疊加別墅。
名人故居：六屋圍是被譽爲「澳門現代美術之父」、在澳門繪畫了數十幅當地風景畫的俄羅斯籍畫家喬治·史密羅夫（George Vitalievich Smirnoff，原名為尤里·維塔列維奇）抵達澳門後最初棲居的地方，其代表作有《南灣遠望》、《聖玫瑰教堂》、《聖若瑟教堂庭院》等。現時圍內盡頭的舊屋內有一名獨居老人居住。
六屋圍在2011年10月發生建築物屋頂倒塌事件，其後當局證實六屋圍是屬於需要保護的建築物，具有很高的保育價值。

### 南巫圍

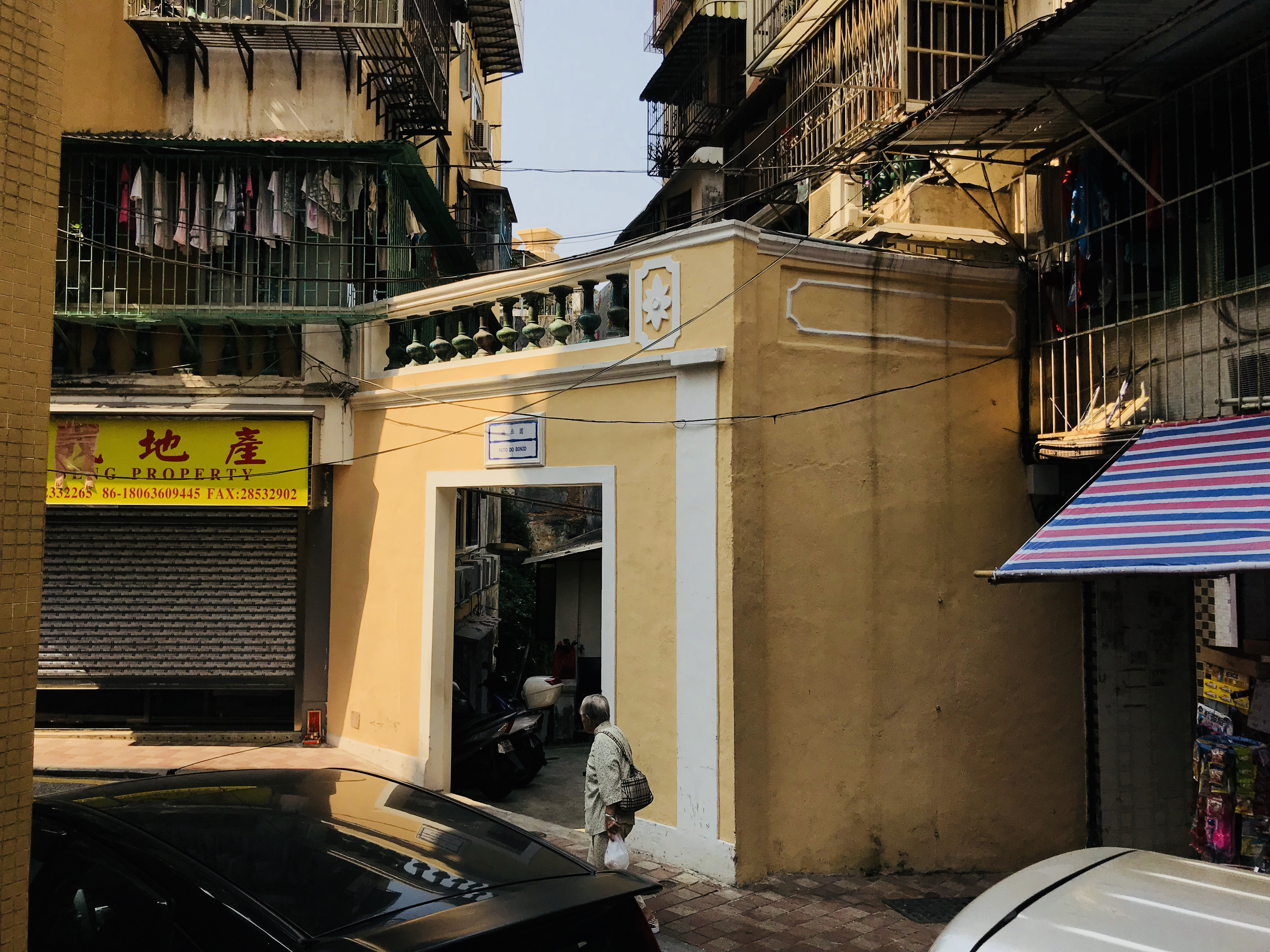
南巫圍內的古舊建築已不復存在。

南巫圍（葡萄牙語：Pátio do Bonzo），葡文街名中的「Bonzo」解作「和尚」，相傳「南巫」是由「喃嘸」演變而來，而「喃嘸佬」是粵語對火居道士的俗稱，由於澳門有不少以職業命名的圍，故昔日在南巫圍可能有「喃嘸佬」居住。南巫圍對出有一條「大和街」（葡萄牙語：Rua da Aleluia），「Aleluia」為哈利路亞（你要讚美主）的拉丁文，是一條天主教色彩濃厚的街道，代表中國宗教的南巫圍和代表西方宗教的太和街近在咫尺，是澳門中西文化交融的寫照。
現今南巫圍已面目全非，圍內的古舊建築已不存在，取而代之的是一片佔了整個圍差不多一半面積的荒地，且圍邊的建築物已換成多幢高低不齊、花籠滿佈的樓宇。有別於另外三圍，南巫圍有兩處出入口，有如一條Ｕ形通道，而那兩處出入口幾乎是南巫圍僅存的建築物。

### 鳳仙圍

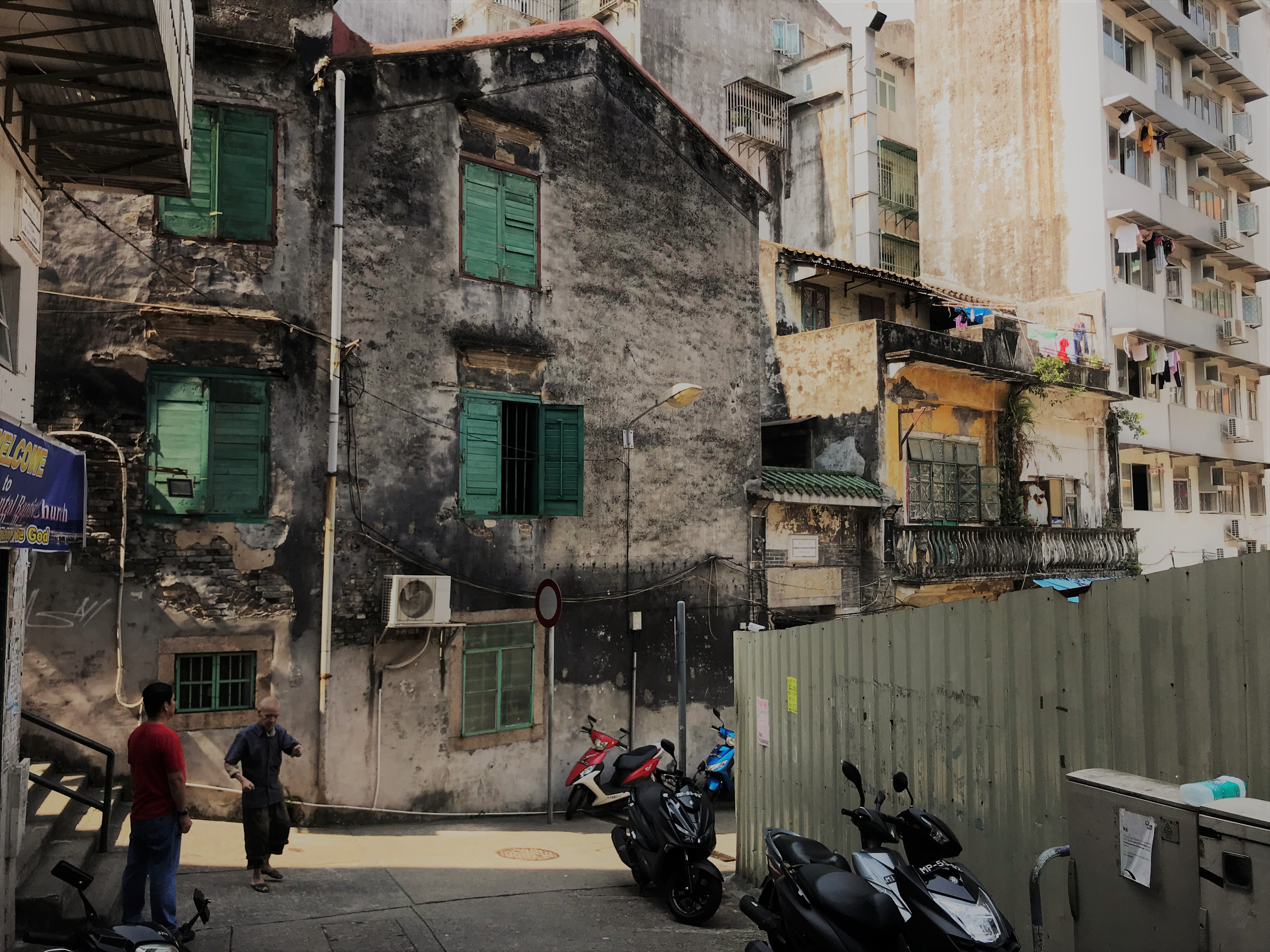
鳳仙圍外圍，昔日的鳳仙圍是富有人家居所。

鳳仙圍（葡萄牙語：Patio do Sal），又名「致和里」，葡文街名中的「Sal」是鹽，在鳳仙圍對面有一處名為「鹽里」（葡萄牙語：Beco do Sal）的地方，顯示出昔日該處一帶的居民可能是從事與鹽有關的行業。鳳仙圍現時保留著兩座三層高古宅，是澳門僅存少數的清末時期青磚建築，擁有著金字頂和灰雕，有近約二百年歷史，屬於文物保護區內。
佈局：鳳仙圍屬於“一”字型圍里，圍內有五棟建築，分別為定強大廈、威順大廈、嘉興樓、1號、5號建築物。主入口通過牌坊進入，圍內主街道全長約17米，圍里入口均分布在入口左側，入口牌坊連接著三巴仔斜巷。鳳仙圍內建築沿街道聯排排列，與周邊圍外建築緊貼佈置。主入口與三巴仔斜巷相連接，圍的南邊為大和街/大和斜巷，北側緊臨下環街。
建築：鳳仙圍是澳門僅存的清末時期青磚建築，有著金字頂和灰雕，歷史悠久，屬於澳門文物保護區內。鳳仙圍的多幢建築物屬於何氏家族，建築在用料、雕花、裝飾等方面都較為講究，是富有人家的象征。圍內尚存2幢清末青磚屋，除1號樓有人居住外，其他均已被封上圍板，由於荒廢多年，圍內的衛生環境惡劣，大門外堆積了不少垃圾。在鳳仙圍1、3、5號樓的對面建築，其立面已經損壞得比較嚴重，墻面有大面積的脫落狀況。
名人故居：1824年，何永貴從廣東番禺鄉間來到澳門經營航運發家置業，他在下環大街建造了3間屋，並在屋後鳳仙圍建造5間3層高屋宇留給後代居住。因此，其子何國材，孫何英仲、重孫何超明等均在澳門出生，澳門回歸後首名澳門特別行政區檢察院檢察長何超明是何永貴的後人，何家數代人均在澳門出生，世居致和里風仙圍，即鳳仙圍一號。

## 保育及宣傳
2005年，當局開始提出「舊區重整」，設立來自社會各界的21名非官方代表組成的《舊區重整諮詢委員會》，計劃將多個舊城區危樓重新規劃，建設更舒適的社區環境。
2010年，前運輸工務司司長劉仕堯在立法會施政辯論中稱，政府有意把幻覺圍等地作出規劃，計劃與附近景點串聯成遊覽步行路線，他又親自介紹「遊圍秘笈」，宣傳鄭家大屋（鄭家大屋在2005年作為澳門歷史城區的組成部份被列入世界遺產名錄，是將具有歷史價值的古舊建築物成功修復的例子）附近以外的旅遊點，文化局亦對下環四圍作出研究，而民政總署將六屋圍列入「漫步澳門街」導賞服務路線。澳門文物大使協會數次舉辦活動推廣四圍，亦關注圍屋的倒塌事件。另外，《舊區重整諮詢委員會》委託民間調研，建議政府對幻覺圍做舊區重整時要突出該區的特色點，保存社區紋理和社區特色，建議不需要重建發展和大拆大建。
五年過去後，僅餘的圍屋多已殘破漏水，甚至有隨時倒塌的危險，但少數建築內仍有人居住，有住戶甚至已不清楚業主是何人，「圍屋旅遊」在事隔多年後已沒有人再提及。坊間有聲音表示「舊區重整」十年來沒有作為，古屋要跟政策「鬥長命」。雖然有多個政府部門都曾對四圍有所著墨，但都因業權問題止步。新馬路坊會常務理事崔家鴻表示對圍內古屋因缺乏保養而逐漸被破壞而感到痛心，冀政府保育從一而終，別再「有心無策」。同年，政府將「舊區重整」更名為「都市更新」，委員會的21名代表由原來的各界人士組成更變，地產發展商和商界人士比例超過一半。委員會成員林宇滔表示，既然社會不信任地產商為主的《都市更新委員會》，政府就更應該增加委員會透明度，讓社會監察。他認為市民等待舊區重整超過10年時間，必須要加快腳步檢討以往舊區重整的失敗，盡快完成相關工作。
2017年8月，工務局因應幻覺圍業權人申請，對相關地段發出規劃條件圖草案。按文化局約束性意見，建議現存舊屋須保留立面和屋頂、不得加高。同年9月，工務局因應鳳仙圍5至7號業權人申請，對相關地段發出規劃條件圖草案，按文化局約束性意見，建築物需保留立面，高度亦有一定限制。

## 四圍圖集
- 六屋圍牌坊
- 圍內已被封的古井，盡頭左邊古屋還有一名老婆婆在居住。
- 圍內環境，絕大部分已古屋已被深鎖，出口位置設有地主神。

- 圍內現存的三棟古樓，其中一棟的頂樓已倒塌。
- 從圍內盡頭向外望。
- 牌坊上已褪色的壁畫

- 南巫圍內的荒地取代了昔日的樓房，從圍內可看到昔日圍屋的痕跡。
- 海星中學附近的入口
- 太和圍附近的入口